# Patachou
Pour les articles homonymes, voir Lesser et Ragon.
Pour l’article ayant un titre homophone, voir Pâte à choux.
Henriette Ragon dite Patachou, née le 10 juin 1918 à Paris 12e et morte le 30 avril 2015 à Neuilly-sur-Seine, est une chanteuse et actrice française.

## Biographie

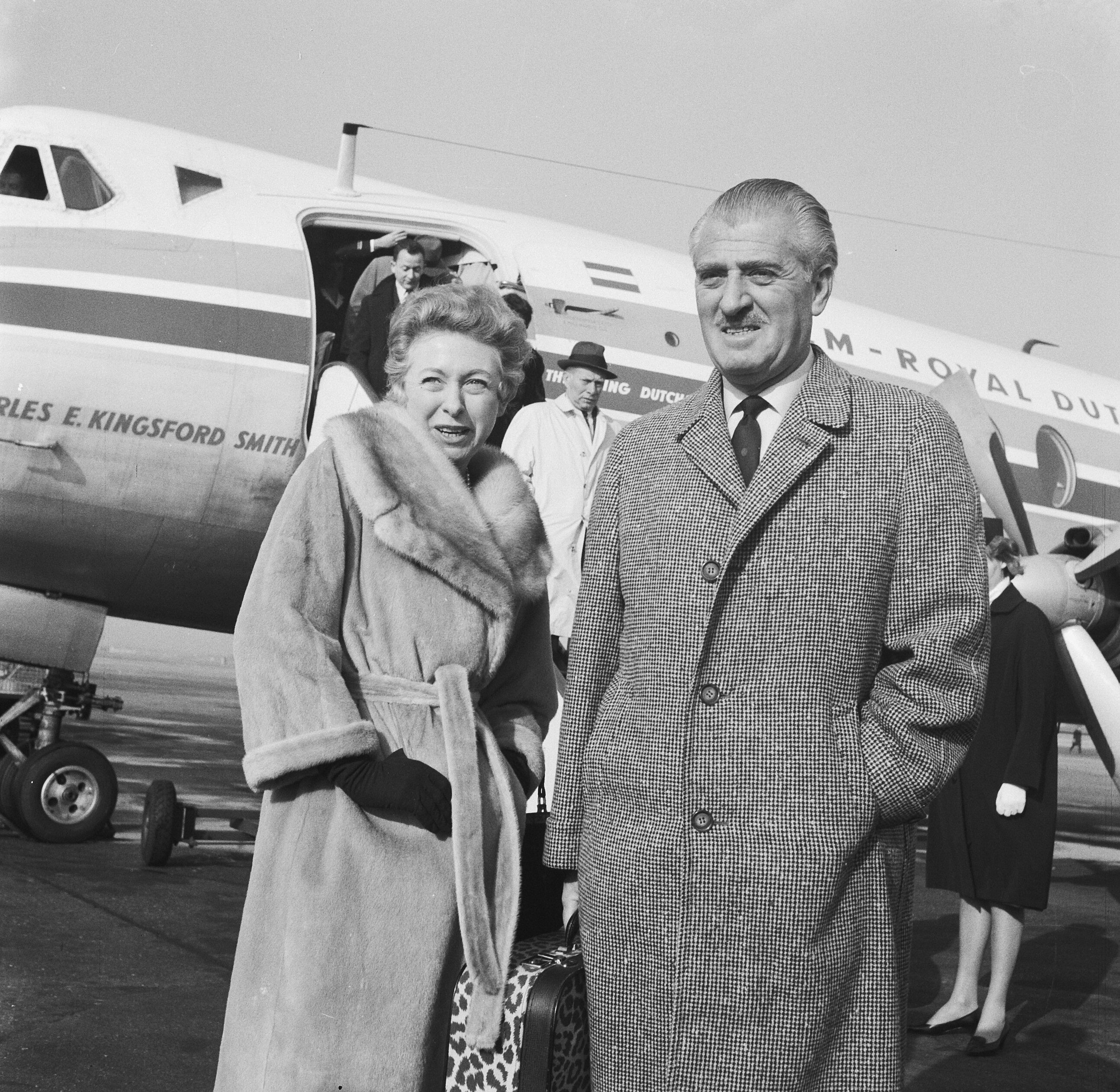
Patachou et son second époux Arthur Lesser, le 1er novembre 1962 à l'aéroport d'Amsterdam-Schiphol.

### Famille et vie personnelle
Fille de Maurice Ragon et de Marie-Célestine Vizet, Henriette Ragon grandit à Paris. Elle exerce quelques métiers, dactylo puis employée dans une usine Gnome et Rhône pendant la Seconde Guerre mondiale, où elle rencontre un ingénieur, Jean Billon qu'elle épouse et dont elle a un fils, le musicien et auteur-compositeur Pierre Billon.
Elle épouse en secondes noces le producteur de cinéma américain Arthur Lesser.

### Carrière
Un temps marchande de chaussures, pâtissière (pâte à chou), antiquaire, elle ouvre, en 1948 avec son mari Jean Billon, un salon de thé à Montmartre dans l'annexe d'une boulangerie qu'elle nomme Chez Patachou, au 13 rue du Mont-Cenis puis, le 14 juillet 1948, un restaurant où elle engage un accordéoniste pour faire de l'animation. Des clients trouvent qu'elle a une jolie voix et elle s'essaye avec succès à la chanson. Les journalistes parisiens la rebaptisent du nom de son cabaret, Patachou. En 1950, elle enregistre ses premiers disques.
Sa carrière et son cabaret ont un grand succès et une influence importante sur la chanson française.
Georges Brassens débute Chez Patachou, en janvier 1952, amené par un ami sétois Pierre Galante, journaliste à Paris Match. Le premier soir, elle chante Brave Margot et Les Amoureux des bancs publics et propose à son public de rester à la fin du spectacle afin de découvrir l'auteur de ces chansons. Brassens monte alors sur la scène du cabaret et chante, entre autres, Le Gorille et Putain de toi, que Patachou estimait ne pas pouvoir interpréter elle-même. Elle enregistre, le 23 décembre 1952, au studio Chopin-Pleyel, neuf titres pour l’album Patachou chante Brassens, dont une exclusivité Le Bricoleur (boîte à outils) et un duo avec lui it:Maman, Papa.
Jacques Brel chante chez Patachou pendant trois ans (son nom figure d'ailleurs sur la plaque commémorative apposée le 22 novembre 2016 sur le bâtiment du 13 rue du Mont-Cenis).
De nombreux artistes s'y produisent dont Édith Piaf, Charles Aznavour, Hugues Aufray, Michel Sardou, ainsi que Claude Nougaro et Romuald.

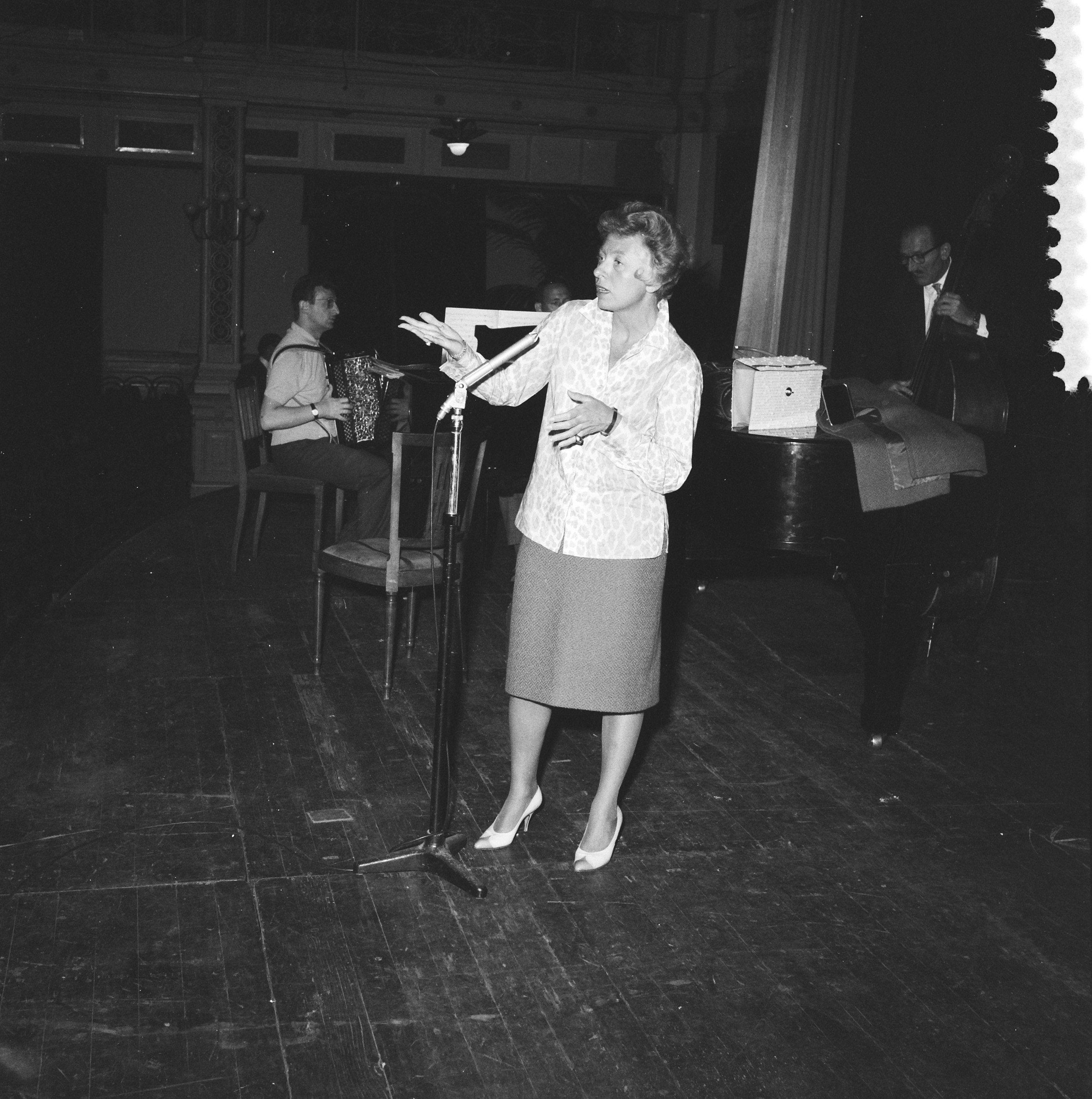
Patachou en 1960 à La Haye.

Sa propre carrière décolle à partir de 1950 et ses premiers disques. Elle chante, sous le nom de « Lady Patachou », à l'ABC, puis à Bobino, puis en tournée en France et dans le monde entier. Dès 1953, elle est au Palladium de Londres, au Waldorf-Astoria et au Carnegie Hall de New York, dans toutes les grandes villes des États-Unis où sa carrière se déroule sur plus de vingt ans, ainsi qu'à Montréal, au Moyen-Orient et à Hong Kong.
Elle enregistre un disque de chansons d'Aristide Bruant sous la direction artistique de Boris Vian en 1958. En 1959, elle sort un disque intitulé La Chose ou les ratés de la bagatelle qui sera aussitôt censuré.[réf. nécessaire]
Au début des années 1970, elle parcourt le Japon et la Suède, où son registre parigot gouailleur fait merveille.
Parallèlement, elle suit une carrière d'actrice. Dès le début des années 1950, le cinéma et le théâtre font en effet appel à elle, notamment Jean Renoir pour French Cancan, en 1954, et Sacha Guitry. À partir des années 1980, Patachou se fait plus présente sur le grand et le petit écran, avec, entre autres prestations très remarquées, sa terrifiante « matriarche » en fauteuil roulant dans la série Orages d'été, ou dans le téléfilm Pris au piège la redoutable tante d'un assassin, qui manipule un commissaire de police aveugle et fait condamner un innocent pour couvrir son neveu.
Patachou a aussi animé le cabaret du premier étage de la tour Eiffel.

### Mort

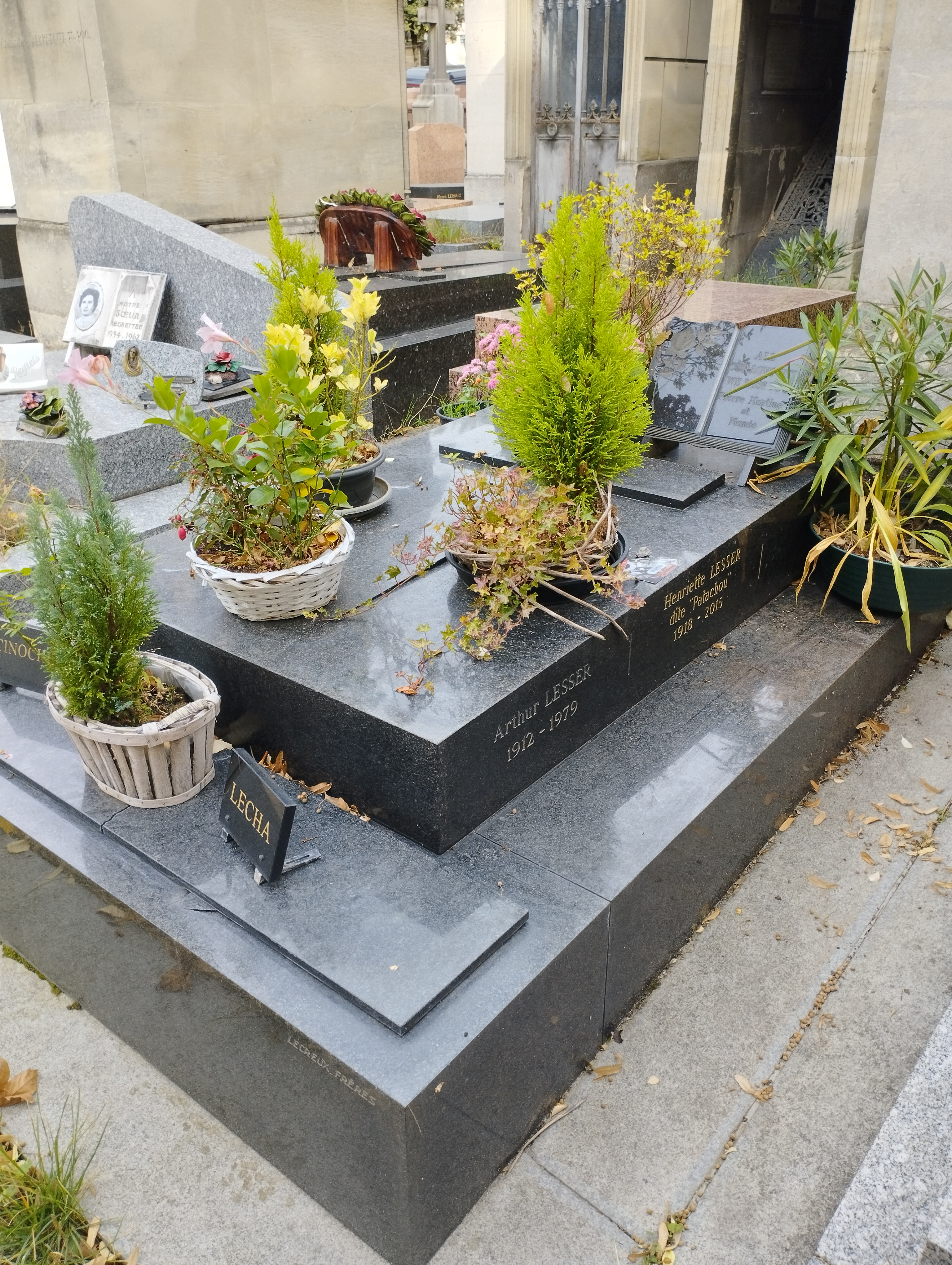
Tombe de Patachou au cimetière du Père-Lachaise (division 2).

Elle meurt le 30 avril 2015 à son domicile de Neuilly-sur-Seine, à l'âge de 96 ans,.
Après ses obsèques, le 7 mai, en l'église Saint-Justin de Levallois-Perret dans les Hauts-de-Seine, en présence de nombreuses personnalités, comme Michou, Hervé Vilard, Marie-Thérèse Orain, Claudine Coster, ou Damien Thévenot, elle est inhumée dans le caveau familial au cimetière du Père-Lachaise (2e division).

## Décorations
- Officière de la Légion d'honneur (31 décembre 2008)[14]
- Officière de l'ordre national du Mérite (7 juillet 1989)
- Commandeure de l'ordre des Arts et des Lettres (12 décembre 2003)[15]

## Filmographie

### Cinéma
- 1953 : Femmes de Paris de Jean Boyer, Patachou y chante Brave Margot de Brassens
- 1955 : French Cancan de Jean Renoir : Yvette Guilbert
- 1955 : Napoléon de Sacha Guitry : Madame Sans-Gêne
- 1986 : La Rumba de Roger Hanin : Mme Meyrals
- 1986 : Faubourg Saint-Martin de Jean-Claude Guiguet : Madame Coppercage
- 1989 : Le Champignon des Carpathes de Jean-Claude Biette : Madame Ambrogiano
- 1992 : La Voisine du dessus d'André Grall (court métrage, avec Dominique Lavanant) : la voisine du dessous
- 1993 : Chasse gardée de Jean-Claude Biette : Madame Cygne
- 1993 : Cible émouvante de Pierre Salvadori : Mme Meynard
- 1999 : Les Acteurs de Bertrand Blier : la vieille dame aveugle
- 1999 : Pola X de Leos Carax : Marguerite
- 2001 : Drôle de Félix d'Olivier Ducastel et Jacques Martineau : Mathilde, la grand-mère
- 2001 : Belphégor, le fantôme du Louvre de Jean-Paul Salomé : Geneviève
- 2003 : San-Antonio de Frédéric Auburtin : Ruth Booz

### Télévision
- 1983 : Le Disparu du 7 octobre, téléfilm de Jacques Ertaud : Blanche Auroux
- 1985 : Fugue en femme majeure de Patrick Villechaize : Évelyne
- 1989 : Orages d'été (série télévisée) de Jean Sagols : Marthe
- 1990 : Orages d'été, avis de tempête (série télévisée) de Jean Sagols : Marthe
- 1993 : Les Grandes Marées (série télévisée) de Jean Sagols : Sophie Leclerc
- 1993 : Pris au piège, téléfilm de Michel Favart : Adrienne Broussier
- 1995 : Les Cordier, juge et flic (série télévisée), épisode « Une associée en trop » :  Madame Lemoine
- 1996 : Hold-up en l'air, téléfilm d'Éric Civanyan : Émilie Sagglia
- 2001 : Le Vol de la colombe, téléfilm de Michel Sibra : Marthe
- 2002 : T'as voulu voir la mer..., téléfilm de Christian Faure : Ophélie

## Théâtre
- 1960 : Impasse de la fidélité d'Alexandre Breffort, mise en scène Jean-Pierre Grenier, théâtre des Ambassadeurs
- 1985 : Le Sexe faible d'Édouard Bourdet, mise en scène Jean-Laurent Cochet, théâtre Hébertot, Isabelle
- 1990 : Des journées entières dans les arbres de Marguerite Duras, mise en scène Jean-Luc Tardieu, maison de la culture de Loire-Atlantique Nantes, Centre national de création d'Orléans
- 1996 : Le Siècle de Michèle Laurence, mise en scène de François Bourcier, théâtre Rive Gauche

## Chansons
(Liste non exhaustive)
- 14 juillet (Rendez-vous de Paname) (Francis Lemarque)
- À Biribi (Aristide Bruant)
- À Grenelle (Aristide Bruant)
- Ah ! la belle amour (Florence Véran/Raymond Bravard)
- À la Bastille (Aristide Bruant)
- À la Glacière (Aristide Bruant)
- À la Vilette (Aristide Bruant)
- Allume tes lampions (Michel Legrand/Jean Dréjac)
- À Mazas (Aristide Bruant)
- À Paris (Francis Lemarque)
- À Saint-Lazare (Aristide Bruant)
- À Saint-Lazare (Aristide Bruant)
- Aux frais de la princesse (Aristide Bruant)
- Avant que ça saute (Charles Level/G. Costa)
- Avec ce soleil (Philippe-Gérard/Eddie Barclay/René Rouzaud)
- Bal chez Temporel (Guy Béart/André Hardellet)
- Ballade irlandaise (Un oranger) (Emil Stern/Eddy Marnay)
- Brave Margot (Georges Brassens)
- Ça je te le dois (Gaby Verlor/R. Nyel)
- Carmen (Jacques Datin/Maurice Vidalin)
- Celui qu'à l'accordéon (Frédéric Botton)
- C'est ça qui m'intéresse (Charles Aznavour/Maurice Vidalin)
- C'est ma chanson (Michel Emer)
- C'est ma chanson (Michel Emer)
- C'est pas croyable (André Popp/Françoise Dorin)
- C'est si bon (Henri Betti/André Hornez)
- C'est toujours la même chose (Claude Parent/J.L. Chauby)
- Chanson tendre
- Cherbourg avait raison (Guy Magenta/Jacques Larue/Eddy Marnay)
- Christina (Guy Magenta/Sébastien Lebrail)
- Clopin-clopan (Bruno Coquatrix/Pierre Dudan)
- Comme tout l'monde
- Domino (Louis Ferrari/Jacques Plante)
- Douce Marijane (Georges Garvarentz/Yves Stéphane)
- Dès que je t'aime (Marc Heyral/René Rouzaud)
- Encore (Raymond Bravart/S. Bichewsky)
- Entre Pigalle et Blanche (Jacques Datin/Robert Valade)
- Entre mon homme et mon enfant (Charles Level/G. Costa)
- Faut pas gamberger (Jean Dréjac)
- Gosses de Paris (Maurice Vidalin/Charles Aznavour)
- Histoire de roses (Robert Lamoureux)
- Il n'y a pas si longtemps (Jacques Plante/Danyel Gérard)
- J'ai rendez-vous avec vous (Georges Brassens)
- Jambes roses (Florence Véran/Rachel Thoreau)
- J'aurai du mal à tout quitter (Henri Salvador/Bernard Dimey)
- Je cherche fortune (Aristide Bruant)
- Je suis heureuse (Joss Baselli/L. Poret)
- Je suis si fragile (Luce Klein)
- Je veux te dire adieux (Gilbert Bécaud/Charles Aznavour)
- Jenny-la-chance (Claude Delecluse/Michelle Senlis/Norbert Glanzberg)
- L'Agent double (Guy Béart)
- L'Alléluia du cheminot (Aristide Bruant)
- L'Amour quotidien (Manouchka/J. Vernier)
- L'Enfant de la balle (Philippe-Gérard/Jacques Larue)
- L'Impossible amour (Florence Véran/Raymond Bravard)
- L'Oseille (Aristide Bruant)
- L'Soir à Montmartre (Aristide Bruant)
- La Bague à Jules (Alec Siniavine/Jamblan)
- La Baya (Timélou, lamélou) (Henri Christiné/Albert Willemetz)
- La Belle vie (Pierre Roche/Michèle Vendôme)
- La Belle-sœur à Éloi (Aristide Bruant)
- La Chansonnette (Philippe-Gérard/Jean Dréjac)
- La Chasse aux papillons (Georges Brassens)
- La Chose (Les Ratés de la bagatelle) (Marc Berthomieu/M. Carré)
- La Complainte de la Butte (Georges van Parys/Jean Renoir)
- La Fille à maman (Michel Emer)
- La Fortune (Léo Ferré)
- La Goualante du pauvre Jean (Marguerite Monnot/René Rouzaud)
- La Joconde (Mick Micheyl)
- La Légende de la nonne (Georges Brassens)
- La Musique (Jacques Ledru/René Denoncin/Georges Coulonges)
- La Nuit (Henri Boutayre/Jacques Hélian/Robert Lamoureux)
- La Prière (Georges Brassens)
- La Seine (Flavien Monod/Guy Lafarge)
- Le Bricoleur (Georges Brassens)
- Le Petit Prince (Charles Dumont/Manouchka)
- Le Petit Émigrant (René Rouzaud/Paul Misraki)
- Le Piano du pauvre (Léo Ferré)
- Le Quidam (Guy Béart)
- Le Samedi soir à Paris (Roger Lucchesi/H. Blake)
- Le Tapin tranquille (A. Mahieux)
- Le Temps du plastique (Léo Ferré)
- Le Train pour Venise (Pierre Louki/J. Bernard)
- Le Vin de Bagnolet (Aristide Bruant)
- Les Enfants de Chine (Marc Heyral/René Rouzaud)
- Les Enfants de Paris (Louis Ferrari/Pierre Havet/Guy Bertret)
- Les Femmes de mon mari (Album : Tiens… Patachou, 1974)
- Les Innocents (Florence Véran/Raymond Bravart)
- Les Mots des javas (Jean Dréjac/Philippe-Gérard)
- Les P'tits yeux (Aristide Bruant)
- Les Ronds dans l'eau (Pierre Barouh/R. Lesénéchal)
- Les Voyoux (André Grassi)
- Mais moi je m'ennuie (Charles Aznavour)
- Maman, Papa (de et avec Georges Brassens)
- Mon homme (Maurice Yvain/Albert Willemetz/Jacques Charles)
- Nini peau de chien (Aristide Bruant)
- Nous les filles (Léo Ferré)
- On m'a volé tout ça (Florence Véran/L. Poret)
- On n'est pas là pour ce faire engueuler (Boris Vian)
- Oui, mon capitaine (Jacques Podevin/André Popp)
- Padam… padam (Norbert Glanzberg/Henri Contet)
- Par ce que (Gaby Wagenheim/Charles Aznavour)
- Paris se regarde (Francis Lemarque)
- Paris-sur-Seine (Gaby Verlor / André Hardellet)
- Pigalle (Georges Ulmer/Géo Koger/Guy Luypaerts)
- Plus bleu que tes yeux (Charles Aznavour)
- Poste restante (Guy Béart)
- Premier pas (Marc Heyral/Jacques Verières)
- P'tit gris (Aristide Bruant)
- Qu’j’avais marié un grec (Frédéric Botton)
- Rue Lepic (Michel Emer/P. Jacob)
- Rue Saint-Vincent (Aristide Bruant)
- Serrez vos rangs (Aristide Bruant)
- Si j'étais pas si timide (Luce Klein)
- Sous les ponts de Paris (Vincent Scotto/Jean Rodor)
- Sur ma vie (Charles Aznavour)
- Terrain vague (Philippe-Gérard/Pierre Cour)
- Tire l'aiguille (Laï...Laï... Laï...) (Emil Stern/Eddie Barclay/Eddy Marnay)
- Une guitare, cent illusions (Albert Vidal[16])
- Va pas t'imaginer (Michel Legrand/Jean Dréjac)
- Un gamin de Paris (Mick Micheyl/Adrien Marès)
- Un petit homme timide (Francis Blanche/P. Schisa)
- Un vendredi en Palestine (André Popp/C. Canaille)
- Viens au creux de mon épaule (Charles Aznavour)
- Viens (Gilbert Bécaud/Charles Aznavour)
- Vivre avec toi (Charles Aznavour)
- Vos yeux cachou (Guy Bontempelli)
- Voulez-vous jouer avec moâ (Georges van Parys/Marcel Achard)
- Vous (Guy Béart)
- Voyage de noces (Jean Valtay/J. Rochette)
- Y'en a des bateaux (Guy Magenta/Jacques Larue)
- Z'yeux bleus  (Emil Stern/Eddy Marnay)

## Discographie

### Album
- 1954 : ...Chante Brassens, Philips - N 76.010 R
- 1968 : Tour Eiffel, label CBS Disques – S 63.727
- Patachou chante Bruant, Philips standard B 77 931 L